# Taco

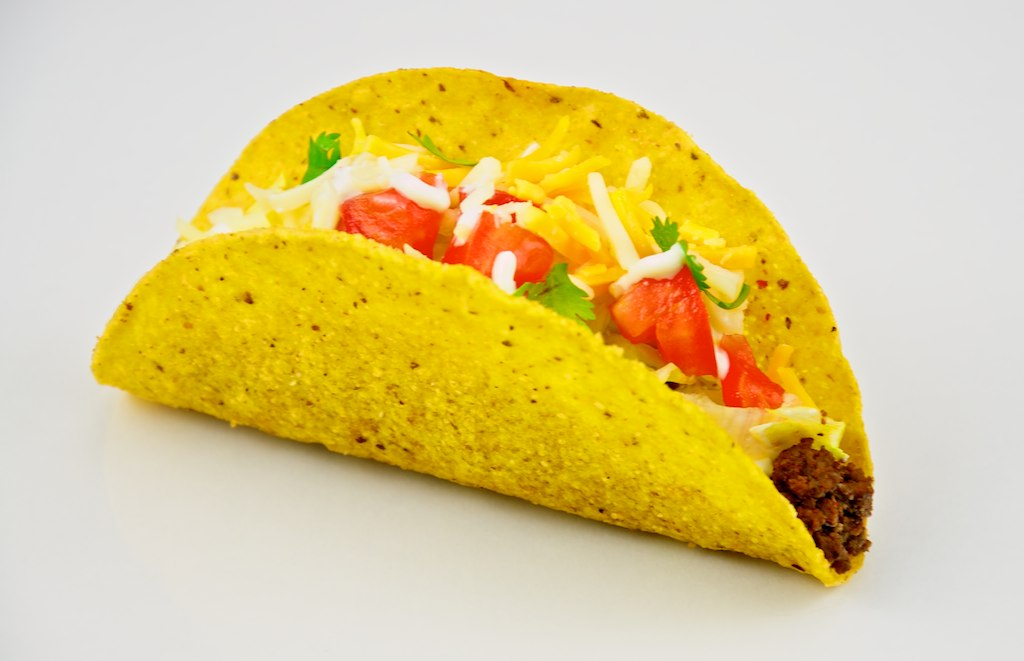
Taco

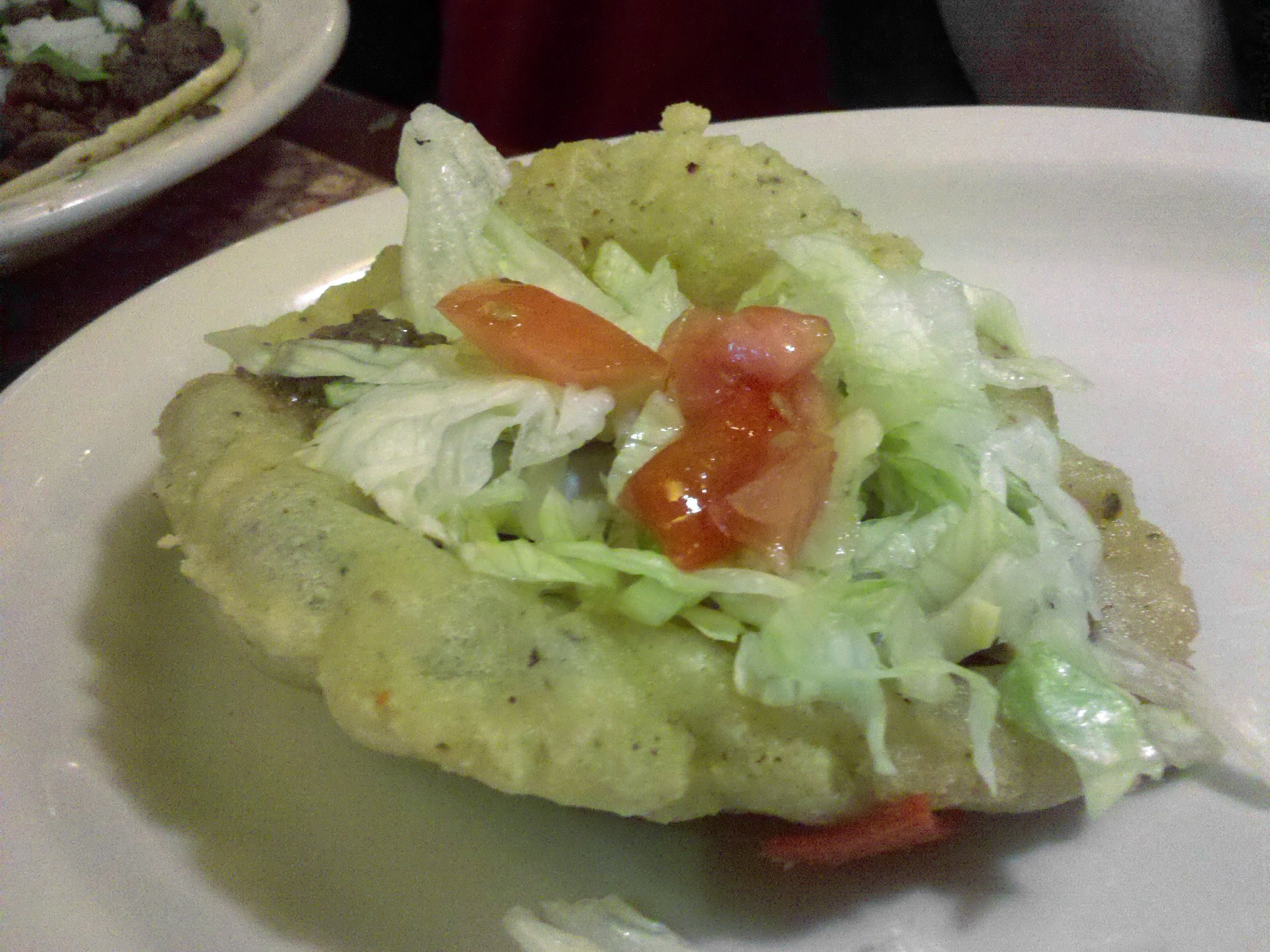
Puffasztott taco (puffly taco)

A taco hagyományos mexikói étel, amely kukorica- vagy búzalisztből készült lepénybe (tortillába) hajtott húsos töltelék (bab, guacamole, csilipaprika, csirke- vagy marhahús stb.).

## Nevének eredete
A taco szó jelentése "dugó" vagy "köteg", ami arra utal, hogy a tortilla tésztát megtöltik a fűszeres, húsos töltelékkel. Bányászok nevezhették el így, mivel az ételhez igen hasonló formákba tömték bele a bányászatnál használatos robbanó anyagokat.

## Története
A tacót már az európaiak partraszállása előtt ették Mexikóban. Régészeti bizonyíték van arra, hogy Mexikó kiszáradt tóvidékein az indiánok apró kis halakkal töltötték meg tacóikat. A 20. századra az egész amerikai kontinensen elterjedtté vált, és kialakultak a különböző régiók saját tacói. Például az USA-ban a mexikói tacóval ellentétben nem puha, hanem ropogós tésztával eszik. Az 1970-es években Texasban az úgynevezett "dagadt taco" (puffy taco) volt népszerű. Ez kukorica tortillából készült, amit megpuffasztottak.